# Gregarinasina
Gregarinasina је поткласа у оквиру филума Apicomplexa, која обухвата око 250 родова са преко 1650 врста. Врсте ове поткласе су једноћелијски екстрацелуларни паразити бескичмењака. Највећи број врста живе као цревни и миксоцелни паразити инсеката, док мањи број врста паразитира у целому чланковитих глиста, бодљокожаца и плашташа.

## Грађа
Грегарине су релативно крупне, око пола милиметра дужине, док неке врсте достижу и 1 cm. Тело грегарина је једноставно и црволико, или је подељено септама на три морфолошки јасно одвојена дела ћелије: епимерит, протомерит и деутомерит. Иако су неке еволуционе линије грегарина задржале карактере који упућују на примитиван статус у оквиру Apicomplexa, већина врста представља веома специјализоване паразите са новим, изведеним ултраструктурним и понашајним адаптацијама.

## Животни циклус
Животни циклус грегарина најчешће отпочиње ингестијом ооциста од стране домаћина, иако се поједине преносе и током копулације. Ооцисту напушта 4 или више спорозоита, који проналазе одговарајућу (циљну) шупљину у телу домаћина и ту се настањују. Спорозоити се хране, расту и диференцирају се у трофозоите. Код појединих врста грегарина дешава се бесполно размножавање у стадијумима трофозоита и спорозита, кроз шизогонију.
Два одрасла трофозоита се спарују у процесу (ступњу) званом сизиги, и развијају се у гамонте. Око сваког пара гамонта ствара се зид гаметоцисте, у оквиру којег се у процесу гаметогеније гамонти деле у стотине гамета. Гамети пореклом од различитих родитељских трофозоита се спарују и формирају зиготе, око којих се формира зид ооцисте. Унутар ооцисте дешава се мејоза и стварају се спорозоити. Велики број (на хиљаде) ооциста акумулира се у свакој гаметоцисти и ослобађају се у спољашњу средину после смрти домаћина.

## Класификација
Група грегарина се традиционално, на основу домаћина и морфолошких карактера, дели у три групе (реда): Archigregarinorida, Eugregarinorida и Neogregarinorida.
У ред Archigregarinorida спадају најпримитивнији представници грегарина. Они су задржали низ предачких карактеристика, попут распрострањења само у морским срединама, или морфолошке сличности трофозоита са спорозоитима. Типичан представник ове групе грегарина је род Selenidium.
Представници групе Eugregarinorida насељавају маринска, слатководна и сувоземна станишта. Њихови трофозоити су крупни и морфолошки се знатно разликују од спорозоита. Апикални комплекс у овој групи замењен је епимеритом. На основу морфологије тела еугрегарине подељене су у септатне (представници Gregarina, Corycella) и асептатне (представници).
Ред Neogregarinorida обухвата паразите копнених бескимењака. Трофозоит је редукован и најчешће се не налазе у дигестивном систему.